# Китайски ъглозъб
Китайските ъглозъби (Hynobius chinensis) са вид земноводни от семейство Азиатски тритони (Hynobiidae).
Срещат се в ограничен район в провинция Хубей, Китай.
Таксонът е описан за пръв път от германския зоолог Алберт Гюнтер през 1889 година.